# گرومس
شهر گرومس (به سوئدی: Grums) در بخش گرومس در کشور سوئد واقع شده‌است. جمعیت این شهر ۹۵۱۰۰۰ نفر است.